# Robert Bemborough
Sir Robert Bemborough, mort en 1351, est un chevalier médiéval qui a mené la faction Montfortiste pendant le Combat des Trente, une bataille arrangée entre trente chevaliers des deux côtés pendant la Guerre de Succession de Bretagne, lutte pour le contrôle du duché entre la Maison de Montfort et la Maison de Blois. Il a été tué dans la bataille.
Bemborough a été par la suite dépeint par des chroniqueurs comme un modèle de chevalerie, mais postérieurement dénigré comme un brigand qui a exploité des paysans locaux et des marchands

## Contexte
Bemborough a mené la faction montfortiste qui a contrôlé Ploërmel, le montfortisme étant soutenu principalement par des chevaliers anglais alors que la faction de Blois est soutenue par les Français. Il est défié en combat singulier par Jean de Beaumanoir, le capitaine de Josselin, le bastion de Blois le plus proche. Selon le chroniqueur Jean Froissart, le duel purement personnel entre les deux chefs devient une grande joute quand Bemborough suggère un combat entre vingt ou trente chevaliers de chaque camp, proposition acceptée avec enthousiasme par Beaumanoir. Ils conviennent d'un combat rangé dans un champ marqué par un chêne, à mi-chemin entre les deux forteresses. Bemborough est supposé avoir déclaré 

« And let us right there try ourselves and do so much that people will speak of it in future times in halls, in palaces, in public places and elsewhere throughout the world. (traduction: «Et essayons nous-mêmes là-bas et faisons tant que les gens en parleront à l'avenir dans les salles, dans les palais, dans les lieux publics et ailleurs dans le monde.») »

Ses mots sont retranscrits par Froissart. « le dicton n'est peut-être pas authentique », remarque Johan Huizinga, « mais il nous apprend ce que pensait Froissart ».

## Identité
Rien ne permet de préciser si Bemborough était anglais ou allemand. Son identité est un mystère et son nom est orthographié dans de nombreuses formes variables. Froissart écrit Brandebourch mais il apparaît aussi comme Bembro ou Brembo.  On donne parfois son prénom comme Robert, parfois comme Richard. Les chroniqueurs Jean Bel et Froissart disent qu'il était un chevalier allemand, mais des historiens en ont douté. L'auteur du XIXe siècle Harrison Ainsworth, s'inspirant de la version de langue bretonne du nom, Pennbrock, a conclu que son nom réel était l'anglais Pembroke. En breton "Penn-brock", sonne comme l'expression "tête de blaireau", qui est devenue pour lui un surnom désobligeant.
Henry Raymond Brush a également soutenu qu'il était probablement anglais. Le Dictionary of National Biography a noté la possibilité qu'il soit Sir Richard Greenacre de Merley, et il a peut-être dérivé le nom sous lequel il est connu de Bromborough dans le Cheshire. Le nom Bembro apparaît dans les chroniques de la guerre associées aux chevaliers anglais, suggérant qu'une famille du même nom a servi en Bretagne. Brush considère également qu'il était probablement de Bromborough, car une famille utilisant ce nom apparaît dans les registres locaux pour la période.
Selon Jean-Baptiste Ogée, le château du Grand-Fougeray, occupé par les Anglais avec 200 hommes de troupe sous les ordres du capitaine Bembro (probablement un membre de la famille de Robert Bemborough), dans le cadre de la Guerre de succession de Bretagne, est repris par Bertrand du Guesclin en 1356 : il serait entré, accompagné de trois hommes, dans le château par ruse, déguisé en bucheron vécu vendre des fagots, en l'absence du capitaine anglais et surprit le garnison. Du Guesclin fut légèrement blessé pendant les combats. Une fois le château prit, il tendit une embuscade pour surprendre le capitaine Bembro sur son chemin de retour ; lequel fut tué ainsi qu'une bonne partie des soldats anglais qui l'accompagnaient, les survivants étant faits prisonniers.

## Mort
Lors de la bataille du Combat des Trente, Bemborough a été tué. Après plusieurs heures de combats, il y a eu quatre morts du côté français et deux du côté anglais. Les deux parties étaient épuisées et ont convenu d'une pause pour se rafraîchir et panser les blessures. Après la reprise de la bataille, Bemborough a été blessé puis tué. La direction a été prise par un guerrier allemand appelé Croquart, mais la faction anglo-bretonne a été vaincue.
L'historien breton du XIXe siècle Arthur de La Borderie donne un récit très dramatique de la mort de Bemborough, dérivé de récits antérieurs. Dans cette version, il est mort des mains d'un écuyer, Alain de Keranrais, et du fidèle ami de Beaumanoir, Geoffroy du Bois, qui défendent Beaumanoir de l'arrogant "Bembro", qui vient de faire le vœu de le capturer :

« Au même instant, indigné des insultes de Bembro, un écuyer breton, Alain de Keranrais, lui crie : — Comment, vil glouton, tu te flattes de faire prisonnier un homme comme Beaumanoir ! Eh bien, moi je te défie en son nom, tu vas sentir à l'instant la pointe de ma lance.
Il lui en porte en même temps un coup en plein visage, la lance pénètre sous le crâne, Bembro s'abat lourdement. Pendant que ses compagnons se jettent sur Keranrais, le chef anglais d’un effort désespéré se relève et cherche son adversaire ; il trouve devant lui Geofroi du Bois, qui lui lance à tour de bras sa hache d'armes dans la poitrine. Bembro tombe mort. Du Bois triomphant s'écrie : — Beaumanoir, mon cher cousin germain que Dieu garde ! où est-tu ? Te voilà vengé. »

## Représentation culturelle
Froissart dépeint à la fois Bemborough et son adversaire Beaumanoir comme des représentants idéaux de la chevalerie, qui se battent pour l'honneur et la gloire plutôt que pour un gain personnel. Cependant, une ballade populaire de l'époque, «La Bataille de Trente Anglois et de Trente Bretons», dépeint Bemborough comme le chef d'une bande de brigands étrangers spoliant la population locale, et Beaumanoir comme un héroïque défenseur du peuple. Cette version est passée dans la culture populaire bretonne. Il devint plus tard la version nationaliste française du Combat, avec Bemborough comme principal méchant. Pierre Le Baud a standardisé cette version dans son Histoire des Bretons (1480), dans laquelle Bemborough (dit 'Richard Bambro') est dépeint comme un soldat animé d'un désir vicieux de venger la mort du chef anglais Thomas Dagworth. Elle atteint son apogée dans l'Histoire de Bretagne de La Borderie, selon laquelle son contrôle de Ploërmel se distingue par «la rapacité et la cruauté» et une «brutalité, une férocité qui lui est propre». Son vertueux adversaire de Beaumanoir le défie après avoir reçu des victimes désespérées de sa brutalité à Josselin. L'arrogant Bemborough le nargue, mais obtient ses justes sentences des mains des hommes de Beaumanoir au combat.
Un point de vue alternatif est dépeint dans le roman historique d'Arthur Conan Doyle Sir Nigel, dans lequel Bemborough (appelé Richard de Bambro dans le roman) est un chevalier robuste qui accepte le combat comme un moyen honorable de continuer le combat après la déclaration d'une trêve. Bambro de Conan Doyle est un "vieux soldat", décrit comme un "Northumbrien robuste" (son nom faisant référence à Bamburgh) formé dans les dures guerres frontalières anglo-écossaises : «un homme sec, dur et ratatiné, petit et féroce, avec des yeux noirs perçants et des manières rapides et furtives.» Doyle dit qu'il était «détesté dans le pays où il collectait des fonds pour la cause de Montfort en mettant en rançon chaque paroisse et en maltraitant ceux qui refusaient de payer», mais qu'il abordait la bataille dans un esprit purement chevaleresque. Lui et Beaumanoir se serrèrent chaleureusement la main avant la bataille. Il a été tué après avoir omis de fermer correctement sa visière, permettant à Alain de Keranrais de pousser sa lance à travers l'espace; il fut ensuite achevé par Du Bois.